# حسن السنوسي

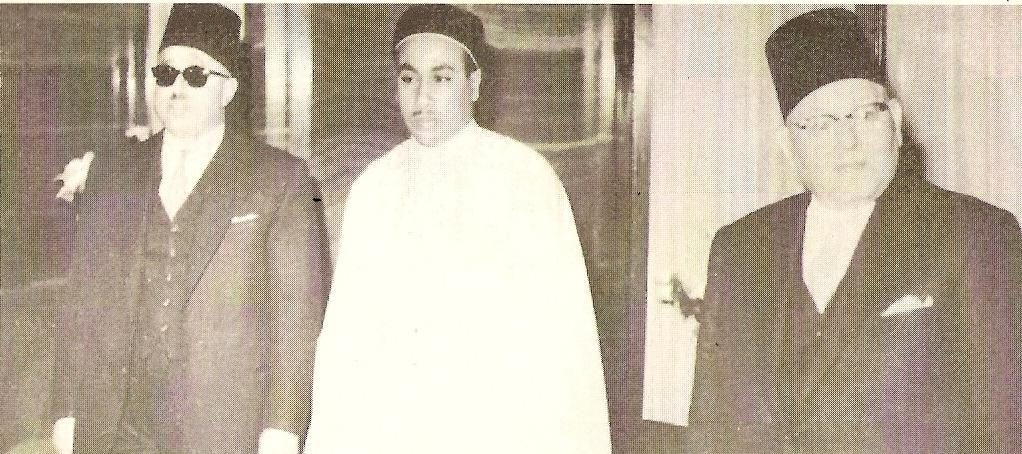
ولي عهد ليبيا الأمير الحسن الرضا السنوسي يتوسط كل من الطاهر باكير، والي طرابلس وعبد المجيد كعبار، رئيس وزراء ليبيا

حسن الرضا السنوسي (1928 - 28 إبريل 1992) هو ولي عهد المملكة الليبية خلال الفترة من 26 أكتوبر 1956 حتى 1 سبتمبر 1969 بعد أن ألغيت الملكية بانقلاب عام 1969م الذي قاده الضباط الوحدويون الأحرار.

## حياته
ولد الأمير الحسن الرضا السنوسي (ولي عهد الملك إدريس) في مدينة بنغازي عام 1928م بمنطقة البركة. وتلقى تعليمه الابتدائي في ليبيا. كما تلقى علوم القرآن على أيدي شيوخ السنوسية، ثم التحق عام 1944م بالأزهر الشريف. وقد توطدت علاقاته هناك مع نخبة من العلماء والائمة والشيوخ الأفاضل من مختلف الأقطار الإسلامية، بما في ذلك علماء ليبيا.

## الوفاة
توفي والده السيد محمد الرضا السنوسي ولي عهد ليبيا في ذلك الوقت، عام 1955م، فعين السيد الحسن الرضا، في منتصف 1956م، ولياً للعهد خلفاً لوالده وأعلن عن ذلك رسمياً في 26 نوفمبر 1956م.

## حياته الشخصية
تزوج الأمير الحسن الرضا السنوسي في عام 1959م من كريمة الشيخ الطاهر باكير من مدينة طرابلس، ورُزق بثلاث بنات وخمسة أبناء (المهدي ومحمد وخالد وأشرف وجلال).

## حياته السياسية
مثل السيد الرضا السنوسي ليبيا في مؤتمر قمة الدول العربية، الذي انعقد في عام 1964م في القاهرة، وفي مؤتمر الدول العربية في الخرطوم، في أواخر 1967م. كما التقى بالرؤساء جمال عبد الناصر (مصر،1962م) وجون كيندي (الولايات المتحدة الأمريكية، 1962م)، والإمبراطور هيلا سيلاسي (الحبشة، 1968م)، والحبيب بورقيبة (تونس، 1969م)، وهواري بومدين (الجزائر)، كما كانت له علاقات طيبة مع العديد من قادة الأمم في العالم بصفة عامة والعالم الإسلامي بصفة خاصة.
جاء في خطابه الذي ألقاه في 1962م، أمام الجمعية العامة للامم المتحدة، قوله: إن ليبيا، باعتبارها عضوا في هذه الهيئة الاممية، لتؤمن إيمانا صادقا، بالتفاهم والتعاون بين الشعوب. كما تدعو بإخلاص أن تتقبل هذه الشعوب دعوتها إلى التساند والتواد لبناء عالم بعيد عن الخوف والجهل والمرض، عالم يتكون من أفراد أسرة واحدة يسند قويها ضعيفها ويساعد غنيها فقيرها، ويعلم مثقفها جاهلها. وبمثل هذا الترابط الإنساني يمكن للبشرية أن تسير بخطوات ثابتة وحثيثة لما فيه خير أبنائها، وأن توجه طاقاتها وإمكانياتها الآلية، لخلق وإيجاد ظروف الطمأنينة وتوطيد أركان السلام والعيش الكريم.
سُجن صباح يوم 1 سبتمبر 1969م في السجن المركزي المعروف باسم الحصان الأسود، ثم نقل وشقيقه السيد مصطفى الرضا السنوسي إلى معسكر باب العزيزية، حيث حكم عليه بالسجن لمدة ثلاثة سنوات. ثم وضع بعد عام ونصف تقريبا، تحت الإقامة الجبرية.
وبعد أن سمح له بالتجول، قام بزيارة بعض مدن وقرى ليبيا من بينها البيضاء والزهراء وصبراتة، كما أخذ يتردد على مساجد طرابلس، حيث تفرغ للعلم والعبادة. ولكنه مُنع من ارتياد أحد المساجد التي كان يؤدي فيه صلاة الجمعة في مدينة طرابلس.
وفي عام 1984م اقتحم أعوان النظام منزله وطردوه منه، وحرقوا مكتبته وعاثوا في محتويات المنزل فسادا، فانتقل إلى سكن آخر متواضع في تاجوراء، مع أهل السيدة الكريمة زوجته.

## مرضه
أصيب بجلطة في المخ سببت له شللاً نصفياً، بالإضافة إلى أمراض القلب، فسافر في أكتوبر 1988م، مع ابنه «محمد» للعلاج في لندن. وتوفي يوم الثلاثاء 28 أبريل 1992م عن عمر يناهز الثلاثة والستين عاما، ودفن بمقبرة "البقيع"، حيث دُفن أيضا، المجاهد «أحمد الشريف»، والملك «محمد إدريس السنوسي» و«الرضا السنوسي».
ويالرغم مما تعرض له السيد الحسن الرضا من أذى، إلا أنه لم يغادر هذه الدنيا إلا بعد أن ترك هذه الكلمات الجميلة التي تدل على روح التسامح، وعلى معدن الرجل وأصالته وطينته الطيبة وفطرته السليمة النقية الطاهرة وتدل كذلك على وطنيته وصدق محبته لليبيا والليبيين، وعلى إحساسه بالمسؤولية تجاه وطنه.
يقول السيد الحسن الرضا السنوسي:
«إنني أتوجه إلى أبناء ليبيا الكرام وأطلب منهم الترفع عن روح الأحقاد والكراهية، عسى الله أن يتوب على الجميع. وأنا هنا أعلن أمام الله وأمام أفراد أسرتي وأبناء ليبيا، بأني قد سامحت كل من آذاني وسبب لي أضرارا، احتسابا لله وقربة له وحقناً للدماء. وأطلب من أفراد أسرتي وأبناء شعبي، أن يتحلوا بأدب وتربية القرآن الكريم (والكاظمين الغيظ والعافين عن الناس)، وأن يقتدوا بسيرة نبي الرحمة (صلى الله عليه وسلم) ويعفوا قدر ما استطاعوا، وأن يكون ديدنهم الأكبر خدمة البلاد الليبية العزيزية. ويواصل رحمه الله، قائلا: وأخيراً أوصيكم يا أفراد أسرتي جميعا، وكذلك جميع أبناء وطني، بتقوى الله في السر والعلن، وحين تغدون وحين تمسون، وأدعو الله تعالى أن يوفقكم لكل ما فيه خير الدنيا والآخرة. والسلام عليكم ورحمة الله وبركاته»